# Gerson Dall'Stella
Gerson Dall'Stella (Curitiba, 30 de outubro de 1961 - Curitiba, 11 de janeiro de 2020) foi um futebolista brasileiro que atuava como goleiro.
Foi campeão brasileiro de 1985 jogando pelo Coritiba Foot Ball Club.

## Carreira
Filho de Rey Dall'Stella (conhecido por Reizinho, goleiro campeão estadual pelo Coritiba) e sobrinho-neto de José Fontana (conhecido por Rei, goleiro campeão paranaense de 1931 e campeão carioca de 1934 e 1936), desde cedo teve preferências esportivas definidas. Na infância e adolescência, jogou voleibol na equipe do Colégio Estadual do Paraná, onde foi tricampeão curitibano e bicampeão paranaense; também foi campeão brasileiro jogando pelo Santa Mônica Clube de Campo. Paralelamente, atuou na equipe pré-mirim de futsal da AABB, onde foi campeão curitibano atuando como goleiro.
No futebol de campo, iniciou no "Entre Nuvens e Estrelas", time júnior formado pela Base Aérea de Curitiba. Com boas atuações, foi convidado para integrar os times de base do Coritiba Foot Ball Club, onde foi tricampeão da "Copa Tribuna de Junior" em 1979, 1980 e 1981.
Alçado ao time profissional em 1983, foi Campeão Brasileiro de 1985, como reserva direto de Rafael Cammarota, e bicampeão paranaense em 1986 e 1989. Pelo Coritiba, jogou 81 partidas entre 1983 e 1990.
Também jogou no Goiás Esporte Clube, Associação Atlética Internacional, onde foi terceiro colocado no Campeonato Paulista de 1991; Ypiranga Futebol Clube, Esporte Clube Vitória e no Figueirense Futebol Clube, onde foi vice-campeão de 1993.
Aposentado no profissional, jogou no futebol amador, onde foi campeão sul-brasileiro de 2007 pelo Trieste Futebol Clube.
Também foi preparador de goleiros e comentarista esportivo em rádios do Paraná.

## Morte
Morreu de infarto na madrugada de 11 de janeiro de 2020, aos 58 anos.

## Títulos
Coritiba
- Campeonato Brasileiro de Futebol: 1985
- Campeonato Paranaense de Futebol: 1986 e 1989

Trieste Futebol Clube
- Campeonato Sul-Brasileiro de Futebol Amador: 2007